# Словацький Карст

Розташування на мапі Словаччини і Угорщини

Слова́цький Карст, Словацький Крас (словац. Slovenský kras) — карст, вапнякове плато у Словаччині і частково в Угорщині, де називається Аггтелек. Розташоване на південь від Словацьких Рудних гір. Висота 500—700 метрів, найвища 851 м (г. Плешивець). Долиною річки Слани і її приток розділене на окремі платоподібні масиви.
Для Словацького Карсту характерні карстові форми рельєфу — улоговини, западини, підземні прірви і печери, за якими течуть річки. Найбільш закарстоване Силіцьке плато з великими (довжина до 2,5 км, глибиною до 50 м) улоговинами. Печера Силицька Лядниця з багаторічним льодом обладнана для екскурсій до глибини 79 м. Відомі також печери Гомбасекська і Барадла-Доміца (Агтелек). Остання довжиною понад 25 км, в ній виявлена стоянка людини епохи неоліту, тепер проводяться концерти органної музики.
Об'єкти Словацького Карсту внесені до списку Всесвітньої спадщини ЮНЕСКО.
Геоморфологічні підодиниці — 
- Горни-Врх
- Долни-Врх
- Єлшавський Карст
- Конярська полонина
- Ясовська-Полонина